# Capoeira
Capoeira — четвёртый студийный альбом российской хеви-метал группы «Театр Теней», который вышел на лейбле CD-Maximum в 2008 году.

## Об альбоме
Назван в честь бразильского национального боевого искусства капоэйра, сочетающего в себе элементы акробатики, игры, сопровождающегося национальной бразильской музыкой. Лирика отражает различные аспекты борьбы, с которой человек сталкивается как во внешнем мире, так и внутри себя.
Текст песни «Улитка & Пеликан» — это фрагмент из фильма «Хороший, плохой, злой». Также диск содержит видеоклип на песню «Смех её» из мини-альбома «Твоя тень».

## Список композиций
| №                   | Название              | Текст песни         | Длительность |
| ------------------- | --------------------- | ------------------- | ------------ |
| 1.                  | «Дорога всех ветров»  | Д. Машаров          | 4:18         |
| 2.                  | «Асмодей»             | Д. Машаров          | 4:35         |
| 3.                  | «Два крыла»           | Д. Машаров          | 3:32         |
| 4.                  | «Бездушный»           | Д. Машаров          | 4:01         |
| 5.                  | «В жертву пламени»    | Д. Машаров          | 2:57         |
| 6.                  | «Я закрыл твои глаза» | Д. Машаров          | 4:20         |
| 7.                  | «Прочь от правил»     | Д. Машаров          | 3:13         |
| 8.                  | «Твой рок»            | Д. Машаров          | 4:30         |
| 9.                  | «Творец сновидений»   | Д. Машаров          | 4:13         |
| 10.                 | «Улитка & Пеликан»    |                     | 3:16         |
| 11.                 | «Ветер»               | Д. Машаров          | 3:16         |
| Общая длительность: | Общая длительность:   | Общая длительность: | 42:11        |

## Участники записи
- Денис Машаров — вокал
- Евгений Исаев — гитара
- Игорь Устинов — гитара
- Павел Правдин — бас-гитара
- Дмитрий Морозов — барабаны

## Награды
Альбом попал в число лучших отечественных альбомов 2008 года по версии журнала Dark City, заняв 4 место.